# Tengerszint feletti magasság

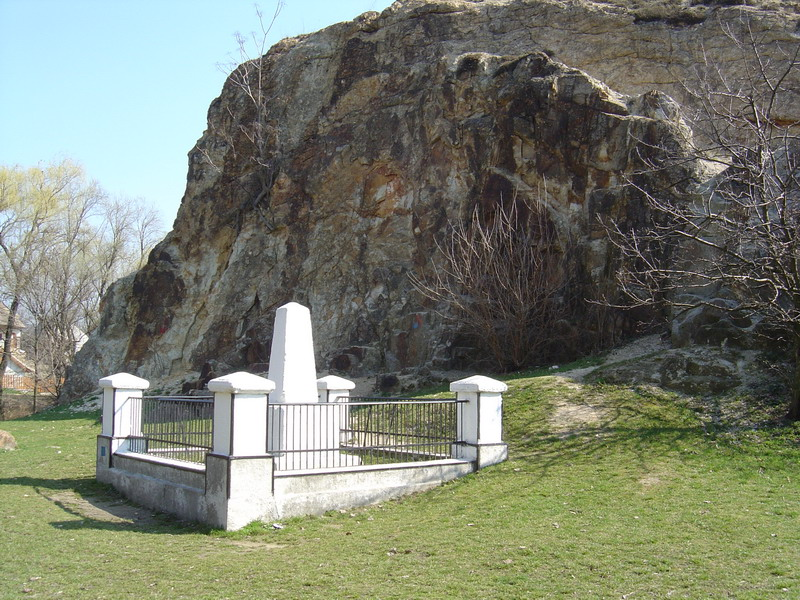
A nadapi ősjegy

A tengerszint feletti magasság vagy abszolút magasság a földrajzi pontok magasságának méréséhez meghatározott mérték. Alapja általában egy egyezményben rögzített tenger középvízszintje.
Ehhez mérten határoznak meg egyes földrajzi fogalmakat, például a magyarországi Alföld egy olyan síkság, ami 200 méter tengerszint feletti magasságnál alacsonyabban fekszik.

## Magyarországi története
Az első országos szintezést a bécsi Katonai Földrajzi Intézet végezte 1873–1913 között. Alapszintfelületnek az Adriai-tenger középszintjét választották, amelyet a trieszti Molo Sartorio mércéjén 1875-ben határoztak meg. A szintezés összekapcsolása az Adriai-tenger szintjével Vásárhelyi Pál nevéhez fűződik. A szintezés során a következő helyeken határoztak meg magassági főalappontokat: Maria Rast a Dráva völgyében, Franzensfeste Tirolban, Lisov Csehországban, Vöröstoronyi-szoros, Terebesfejérpatak a Felső-Tiszánál, Ruttka a Vág völgyében és Nadap a Velencei-hegységben. A nagyobb pontossági igények kielégítésére 1921–1944 között újabb méréseket végeztek.
Az ősjegyek közül a mai Magyarország területére csak a nadapi esik, ezért mind az 1921-es, mind pedig az újabb, 1949-ben kezdődött felmérésnél ebből kellett kiindulni. A Nadap főalappont tengerszint feletti magasságát 1888-ban végzett mérés alapján 173,8385 m-ben állapítottak meg (mAf, méter Adria felett). Mivel az Adria középvízszint ismételt mérése 9 cm-rel eltért az 1875. évi méréstől, ezért az Adria középtengerszint helyett bevezették a nadapi alapszintet. Ez azt jelenti, hogy a magasság nem a tengerhez képest, hanem egy képzeletbeli felülethez képest értendő, amely 173,8385 méterrel van a nadapi jel alatt.
Ez a pont az ország geológiai szempontból legállandóbb pontja.
1949-ben egy új hálózatmérés kezdődött, ennek során a Nadap főalapponttól kb. 100 m-re új főpontot helyeztek el, valamint az ország más részein további hat új főalappontot határoztak meg (Diszel, Mórágy, Cák, Szarvaskő, Sátoraljaújhely, Máriaremete). A hálózat kialakítása és mérése – melyet Bendefy Lászlóról, a főalappontok és a hálózat tervezőjéről Bendefy-hálózatnak is nevezünk – 1964-ig tartott.

## Balti alapszint

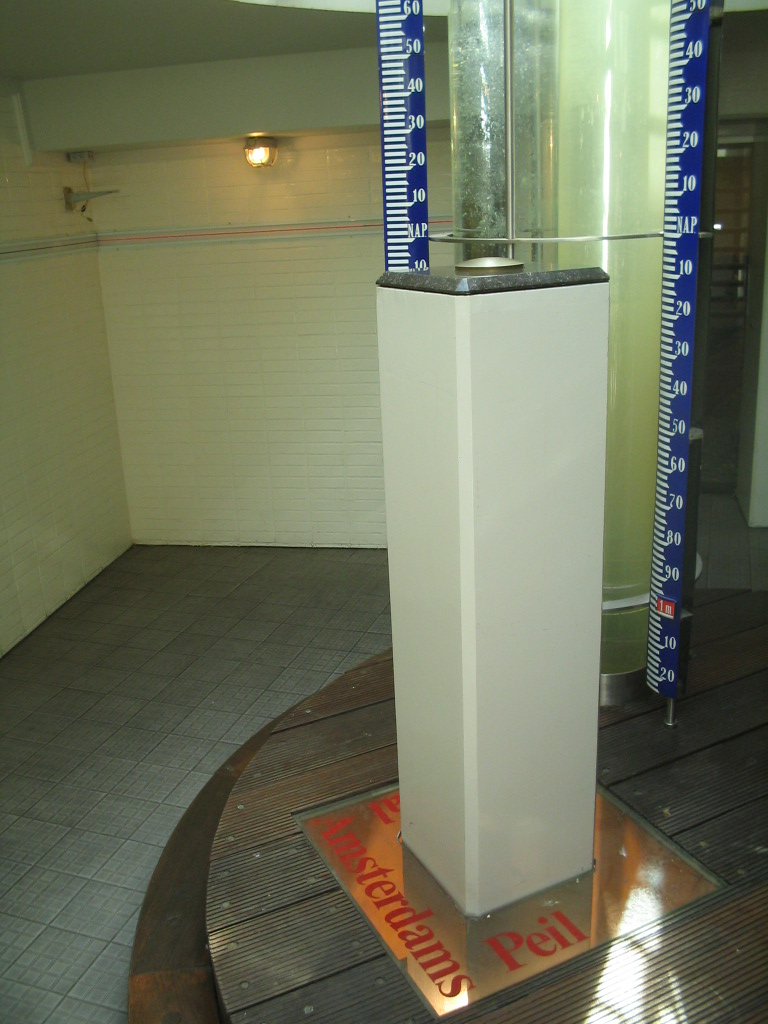
Az amszterdami középtengerszint UELN-95

1960-ban rendelték el, hogy a kelet-európai szocialista országokban a balti alapszintre kell áttérni. Ekkor a nadapi alapszintről áttértünk a kelet-európai alapszintre, az ún. balti (kronstadti) alapszintre, amely 67,47 cm-rel feljebb van, mint a nadapi alapszint. A Nadap főalappont magassága így 173,1638 m a balti alapszinthez viszonyítva (173,1638 mBf).

## Amszterdami alapszint
Az IAG (International Association of Geodesy) EUREF albizottsága (Regional Reference Frame Sub-Commission for Europe) 1994-ben hozott határozata értelmében egységes magassági rendszert hoztak létre Európában. Az újonnan csatlakozott közép- és kelet-európai országok (Csehország, Magyarország, Lengyelország, Szlovákia, Szlovénia, Horvátország és Bosznia-Hercegovina) szintezési hálózatát, az UELN-95 egységes alapszintfelületéhez, az amszterdami vízmagasságmérő nullpontjához kell igazítani. Az amszterdami középtengerszint mintegy 14 cm-rel van mélyebben a balti középtengerszint magasságánál.
A magyar szintezési hálózatnak az UELN-95-hoz történő kiegyenlítése folyamatban van, jelenleg még hivatalosan a balti alapszintnek megfelelő EOMA-t kell Magyarországon használni.

## Svájci alapszint
A svájci magasságrendszert és ezt a megjelölést a Liechtensteini Hercegség használja.